# 北大街街道 (无锡市)
北大街街道，是中华人民共和国江苏省无锡市梁溪区下辖的一个乡镇级行政单位。2021年10月20日，撤销北大街街道、通江街道、五河街道，设立新的北大街街道。以原北大街街道、通江街道、五河街道的行政区域为新的北大街街道行政区域，管理梨花、南尖、锡澄新村、荷花里、莲蓉园、古运河、后祁街、丽新路、凤宾路、黄巷、五河一、五河二、长庆路、站北、老戏馆弄、金河湾16个社区居委会。

## 行政区划
北大街街道下辖以下地区：
南尖社区、荷花里社区、梨花社区、锡澄新村社区、莲蓉园社区、后祁街社区、古运河社区、丽新路社区、凤宾路社区、黄巷社区、五河一社区和五河二社区。